# Александар Блатник
Александар Блатник (Зајечар, 1. октобар 1944 — Ниш, 20. октобар 2016) био је српски архитекта, карикатуриста, сликар графичар, дизајнер и писац који је живео и радио у Нишу у Заводу за заштиту споменика културе. Члан је сликарско-графичке секције УЛУПУДС, са звањем „истакнути уметник“. Носилац је УЛУПУДС-ове награде за животно дело.
Блатник је један од познатијих карикатуриста Србије, који је не само као карикатуриста већ и сликар, графичар и дизајнер имао преко 400 групних изложби у земљи и иностранству и преко 30 самосталних изложби у галеријама у Србији и свету. Цртао је карикатуре за штампане медије у Србији и неколико телевизијских кућа. Носилац је преко 80 престижних домаћих и светских награда за карикатуру и сликарство.
Захваљујући богатом опусу, а нарочито делима са темама из свакодневног живота, али и оним са дневнополитичком тематиком...Блатник је утицао на ликовно стваралаштво и образовање многих карикатуриста у Србији, стоји у образложењу УЛУПУДС-ове награде за животно дело.

## Живот и стваралаштво
Александар Блатник рођен је у Зајечару, али је свој животни пут врло брзо након школовања везао за Ниш у коме се трајно настанио и у коме живи и ствара дуги низ година.
По професији инжењер је архитектуре, и у овој професији стално је учествовао у рестаурацији цркава и историјских споменика док је радио у Заводу за заштиту споменика културе у Нишу, а карикатура и сликарство су његова велика љубав и страст, која га већ четрдесете година, све више и више, успешно окупира (1973—2013).
Прву карикатуру Александар Блатник је нацртао као војник у време одслужења војног рока у Панчеву 1971, а наставио је свој рад као карикатуриста, тако да је данас једно од познатијих имена међу српским карикатуристима
Писац или уметник који осликава књиге?
Поред карикатуре и сликања уља на платну, Блатних се задњих десетак година бави писањем књига, у којима као и на његовим сликама доминирају кловнови. За своје сликарство Блатник каже, 
| „ | У сликарству сам желео да будем различит од других и да свака моја слика има неку причу. Ми живимо у једној земљи која је црно-бела. Ја посетиоцима на изложби колоритом разбијам ту црно-белу стварност. | ” |

А за своје стварање књига Блатник каже: да он не пише књиге већ само пресликава живот, како би од заборава сачувао знамените личности Зајечара, Књажевца, Ниша', Он у овим ликовима виде знамените ликове, или праве људе (како их он назива), из живота једног рада, који су за разлику од урбанизма и инфраструктуре, чинили његову душу, без које градови не могу да опстану.
Друга деценија 21. века
Серија Блатникових слика, претежно портрета, насталих у другој деценије 20. века, рађена је у јарким бојама са наглашеним црним контурама, и представљају ликовна дела на којима нам уметник дочарава снажан, унутрашњи емотивни доживљај његових пријатеља, суграђана и познатих личности, који су обележили једно време.
Блатник са невероватном лакоћом продире у карактер портретисане личности, и веома вешто као добар познавалац људских душа, зналачки наглашава ситне људске мане или слабости, и врло вешто, додаје портретисаним личностима, само њему својствену дозу врцавог хумора или сатире. 
| „ | Блатников смисао за хумор час је ведар и домишљат, а час луцидан и провокативан, и сасвим сигурно не оставља посматрача његових слика равнодушним | ” |

Александар Блатник на сликама из ове његове фазе показују да у његовом сликарском опусу, као и код великих сликара као што су Лотрек, Пикасо, Дали, Модиљани и Фрида Кало има доста карикатуралног.

### Изложба „Приближити оку пилота“
Током Нато бомбардовања Југославије, Блатник је у знак протеста против бомбардовања Ниша, на крову хотела Амбасадор у Нишу, организовао изложбу карикатура под отвореним небом на тему НАТО бомбардовања.
Излагањем слика са антиратном тематиком на крову зграде, Блатник је ову изложбу хтео да на симболичан начин, „приближи оку пилота“, који су тих дана непрестано надлетали и бомбардовали Ниш, своје поруке исказане у карикатурама и укаже им на бесциљност и нехуманост бомбардовања недужних грађана.
Карикатуре са ове изложбе Блатник је после бомбардовања објавио у својој публикацији „NETO NATO“ - (NATO, DON'T DO IT) у којој је навео разлоге њиховог настанка, потешкоће и начин излагања.
Изненада је преминуо у ноћи 20. октобра 2016. године у 73. години живота. Сахрањен је на гробљу у Нишу. За собом је оставио сина Ивана, ликовног уметника који је пошао очевим стопама, и супругу.

### Блатник и Блатник
Свој непоколебљив, специфичан, експресивни и помало „дрзак“ сликарски израз, који несебично користи у обраћању љубитељима ликовне уметности, Александар Блатник је пренео и на свог сина, јединца, Ивана Блатника, дизајнера, карикатуристу и сликару (младог, радозналог и лично ненаметљивог али пресудно сензибилног и креативног уметника, млађе генерације, савршених цртачких и дизајнерских способности).
Уназад неколико година (у другој деценији 21. века) Александар и Иван Блатник, поред заједничког учешћа на бројним колективним изложбама, излажу своја дела, слику уз слику, и на самосталним изложбама под називом „Блатник и Блатник“ („Blatnik & Blatnik“).
И док Александар Блатник на својим делима недвосмислено повезује хероје и ликове попут оних из нашег свакодневног живота (Зоран Радмиловић, Бора Јерете, Новак Ђоковић...), и оне из прошлости (Тулуз Лотрек, Модиљани, Пикасо), он као да преиспитује етику морала, и монотонију устаљених животних норми, дотле његов син, Иван Блатник, следећи донекле идеје свог великог оца, уз његове слике равноправно излаже и дела која имају једну нову верзију посматрања сликарских генија, и великих људи.
Док се Александар Блатник на својим сликама поиграва људском природом, кроз ликове великих умова 20. века, он веома вешто користећи боју и сликарску кичицу, алудира на њихове мане, врлине, жеље, слабости али и пролазност живота.
Дотле се Иван Блатник „отвара питање“ дуалитета људске природе и поларизованих страна личности, стављајући их у супротстављену, колористички експресивну страну геометријски и монохроматски савршено изведених представа, он обичног човека приказује кроз примере светских великана Тесле, Немање Радуловића, Пикаса...или како то Иван каже:
| „ | Инспирисан сам неким људима, који више нису са нама, али су оставили траг на планети, али и неким новим ликовима, попут Новака Ђоковића, који је стварно једна врста легенде. | ” |

Изложбе Александра и Ивана Блатника („Blatnik & Blatnik“)
| Година | У земљи |
| ------ | --- |
| 2015.  | - Нови Пазар, Галерија универзитетског Културног центра, Изложба Слика Блатник и Блатник (отац и син). - Пирот, Галерија „Чедомир Крстић“, Изложба Слика и карикатура „Blatnik & Blatnik“ (отац и син). - Књажевац, Галерија завичајног музеја у Књажевцу, Изложба „Blatnik & Blatnik“. |
| 2011.  | - Зајечар, Галерија Радул бегов конак. Изложба „Blatnik & Blatnik“ - Ниш, Изложба у аутобусу „Ко то тамо слика“. |

## Награде
Александар Блатник је добитник је преко 80 награда у земљи и свету, од којих су најзначајније:
- Годишња награда за карикатуру „Пјер“, четири пута; 1993. (друга награда), 2000. (трећа награда) 2003. (трећа награда), 2005. (друга награда).[12]
- Годишња награда Удружења ликовних уметника примењених уметности и дизајнера Србије, четири пута
- „Награда за животно дело Удружења ликовних уметника примењених уметности и дизајнера Србије“ Блатнику је уручена 2011. на свечаној седници удружења УЛУПУДС-а одржаној на Коларчевом народном универзитету у Београду.
- Прва награда на Међународном фестивалу карикатуре у Виници-Македонија, 2012, на тему „У Вину је истина“.[13]
- Годишња награда за 2013. годину „Златни Пјер“, на 46. конкурсу за најбољу новинску карикатуру „Пјер“, који традиционално организују „Вечерње новости“ додељена је Александру Блатнику (по пети пут) за најдуховитију, најбриткију, најуспешнију карикатуру „Без речи“.[14]
- Бронзана плакета на XVII интернационом салону антиратне карикатуре „Крагујевац 2013.“
- Прва награда на 2. међународном „Стрит арт фестивалу“ у Краљеву (2014), који негује алтернативну уметност. Награда је Блатнику додељена у класи карикатура или стрип, за карикатуру „Титаник“, на тему „Чекајући ледено доба“.[15]
- Награда „Класово мајсторско перо“ за 2015, Блатнику је додељена на 23. међународном Фестивалу хумора и сатире „ Златна кацига“, који се традиционално одржава у Крушевцу. Одлуку о додели овог признања донели су досадашњи добитници, и члан породице Клас.[16]
- Специјална награда за 2015. годину, на 46. Светској галерији карикатура одржаној у Скопљу, БЈР Македонија.
- Специјална награда жирија за 2015. годину, на конкурсу карикатуре на тему вина, у оквиру манифестације „Вински бал“, која се традиционално одржава у Власотинцу.

## Публикације
Александар Блатник је објавио тринаест публикација сопствених карикатура:
- „Краљевица“ четрдесет прича из живота аутора које су везане за Зајечар, (2005')
- „Азбука (не) чистоће“ (2003) Ову књигу Александар Блатник је уредио заједно са нишким књижевником Тимошенком Милосављевићем, (2003)

- „Књига у срцу памет у глави“
- (2005)
- „Гооооолала“
- „Монографија“
- „Азбука рециклаже“ (2015) Ову књигу Александар Блатник је уредио заједно са нишким књижевником Тимошенком Милосављевићем Издавач ЈКП „Медиана“ Ниш, 2015.[18]

И једну књигу есеја:
- „Мисли о фудбалу“, (2014) Ову књигу Александар Блатник је уредио заједно са познатим спортским новинар Владимиром Станковићем[19][20]

## Галерија
- Александар Блатник на додели „Класовог мајсторског пера“ за 2015.}
- Блатник на промоцији једне од публикација
- Комеморативни скуп поводом смрти Александра Блатника (Ниш, 21. октобар 2016)